# دينس ريدر
دينيس لين ريدر (ولد في 9 مارس 1945) هو قاتل متسلسل أمريكي، ارتكب سلسلة من الجرائم المروعة، حيث قتل عشرة أشخاص في منطقة ويتشيتا بولاية كانساس بين عامي 1974 و1991. عُرف بلقب "BTK"، وهو اختصار لعبارة (Bind Torture Kill) نظرًا للطريقة الوحشية التي اتبعها في جرائمه، إذ كان يقيد ضحاياه، ويعذبهم، ثم يقتلهم.
كان ريدر يرسل رسائل إلى السلطات المحلية ووسائل الإعلام، يتفاخر فيها بجرائمه وبتفاصيلها، مما أثار الذعر في المجتمع. توقفت هذه الرسائل لفترة طويلة، ولكنه استأنف إرسالها في عام 2004، متحديًا الشرطة ومتهكمًا على عدم قدرتها على القبض عليه. لم يكن يتصور أن هذه الرسائل ستكون السبب في كشف هويته والقبض عليه لاحقًا في عام 2005. حُكم عليه بالسجن لمدة 175 سنة.
ارتكب دينيس ريدر جرائمه بطريقة وحشية للغاية، حيث كان يخطف ضحاياه، ثم يقوم بتقييدهم وخنقهم حتى يدخلوا في غيبوبة. بعد ذلك، كان يساعدهم على الإفاقة ليعيد الكرّة مرة أخرى، مشيرًا خلال التحقيقات إلى أن هذا السلوك كان يمنحه شعورًا بـ"الإشباع الجنسي". في النهاية، كان يخنقهم حتى الموت ويمارس العادة السرية على جثثهم.
ألقي القبض على ريدر بعد أن تمكنت الشرطة من استعادة ملف محذوف من قرص مرن (CD) كان قد أرسله إليهم. احتوى الملف على معلومات حول الكنيسة التي كان يرتادها ريدر، بالإضافة إلى المنظمة التي كان عضوًا نشطًا فيها. ساعدت هذه المعلومات الشرطة في العثور على أدلة الحمض النووي التي ربطت بين ريدر والضحايا.
اعترف ريدر بجرائمه بعد القبض عليه، وأدين في عام 2005 بقتل عشرة أشخاص. لا يزال دينيس ريدر يقضي عقوبة السجن مدى الحياة دون إمكانية الإفراج المشروط عنه.

## روابط خارجية
- دينس ريدر على موقع IMDb (الإنجليزية)
- دينس ريدر على موقع الموسوعة البريطانية (الإنجليزية)
- دينس ريدر على موقع إن إن دي بي (الإنجليزية)
- دينس ريدر على موقع ديسكوغز (الإنجليزية)
- دينس ريدر على موقع قاعدة بيانات الفيلم (الإنجليزية)